# Campeonato mundial B de hockey patines masculino de 1992
El V Campeonato mundial B de hockey sobre patines masculino se celebró en Andorra en 1992, con la participación de dieciséis Selecciones nacionales masculinas de hockey patines: dos de las tres últimas clasificadas en el Campeonato mundial A de hockey patines masculino de 1991 (Chile renunció a participar) más otras catorce por libre inscripción. Los partidos se disputaron en la ciudad de Andorra la Vieja, la capital del país. Debutaron las selecciones de Sudáfrica e Israel.
Los tres primeros clasificados ascendieron al Campeonato mundial A de hockey patines masculino de 1993.

## Equipos participantes
De las 16 selecciones nacionales participantes del torneo, 4 son de Europa, 2 de América, 5 de Asia, 3 de África y 2 de Oceanía. 
| Andorra       |
| Angola        |
| Australia     |
| Austria       |
| Canadá        |
| Francia       |
| India         |
| Inglaterra    |
| Israel        |
| Japón         |
| Macao         |
| México        |
| Mozambique    |
| Nueva Zelanda |
| Pakistán      |
| Sudáfrica     |

## Primera Fase

### Grupo 1
| Equipo        | Pts | PJ | PG | PE | PP | GF | GC | DG  |
| ------------- | --- | -- | -- | -- | -- | -- | -- | --- |
| Francia       | 6   | 3  | 3  | 0  | 0  | 48 | 0  | +48 |
| Nueva Zelanda | 4   | 3  | 2  | 0  | 1  | 22 | 18 | +4  |
| Japón         | 2   | 3  | 1  | 0  | 2  | 16 | 23 | -7  |
| Israel        | 0   | 3  | 0  | 0  | 3  | 4  | 49 | -45 |

|               | Bandera de Nueva Zelanda | Bandera de Francia | Bandera de Israel | Bandera de Japón |
| ------------- | ------------------------ | ------------------ | ----------------- | ---------------- |
| Nueva Zelanda |                          |                    |                   |                  |
| Francia       | 12-0                     |                    |                   |                  |
| Israel        | 3-17                     | 0-19               |                   |                  |
| Japón         | 3-5                      | 0-17               | 13-1              |                  |

### Grupo 2
| Equipo    | Pts | PJ | PG | PE | PP | GF | GC | DG  |
| --------- | --- | -- | -- | -- | -- | -- | -- | --- |
| Australia | 5   | 3  | 2  | 1  | 0  | 15 | 12 | +3  |
| Macao     | 4   | 3  | 2  | 0  | 1  | 19 | 16 | +3  |
| Sudáfrica | 3   | 3  | 1  | 1  | 1  | 19 | 11 | +8  |
| Austria   | 0   | 3  | 0  | 0  | 3  | 6  | 20 | -14 |

|           | Bandera de Australia | Bandera de Portugal | Bandera de Austria | Bandera de Sudáfrica |
| --------- | -------------------- | ------------------- | ------------------ | -------------------- |
| Australia |                      |                     |                    |                      |
| Macao     | 7-7                  |                     |                    |                      |
| Austria   | 3-5                  | 2-5                 |                    |                      |
| Sudáfrica | 2-3                  | 7-7                 | 10-1               |                      |

### Grupo 3
| Equipo     | Pts | PJ | PG | PE | PP | GF | GC | DG  |
| ---------- | --- | -- | -- | -- | -- | -- | -- | --- |
| Mozambique | 6   | 3  | 3  | 0  | 0  | 41 | 8  | +33 |
| Angola     | 4   | 3  | 2  | 0  | 1  | 56 | 8  | +48 |
| Canadá     | 2   | 3  | 1  | 0  | 2  | 24 | 30 | -6  |
| India      | 0   | 3  | 0  | 0  | 3  | 7  | 82 | -75 |

|            | Bandera de la India | Bandera de Mozambique | Bandera de Canadá | Bandera de Angola |
| ---------- | ------------------- | --------------------- | ----------------- | ----------------- |
| India      |                     |                       |                   |                   |
| Mozambique | 30-1                |                       |                   |                   |
| Canadá     | 13-6                | 6-8                   |                   |                   |
| Angola     | 39-0                | 1-3                   | 16-5              |                   |

### Grupo 4
| Equipo     | Pts | PJ | PG | PE | PP | GF | GC  | DG   |
| ---------- | --- | -- | -- | -- | -- | -- | --- | ---- |
| Inglaterra | 6   | 3  | 3  | 0  | 0  | 50 | 5   | +45  |
| Andorra    | 3   | 3  | 1  | 1  | 1  | 60 | 8   | +52  |
| México     | 3   | 3  | 1  | 1  | 1  | 29 | 19  | -10  |
| Pakistán   | 0   | 3  | 0  | 0  | 3  | 3  | 110 | -107 |

|            | Bandera de Andorra | Bandera de Pakistán | Bandera de Inglaterra | Bandera de México |
| ---------- | ------------------ | ------------------- | --------------------- | ----------------- |
| Andorra    |                    |                     |                       |                   |
| Pakistán   | 2-45               |                     |                       |                   |
| Inglaterra | 4-3                | 40-0                |                       |                   |
| México     | 2-12               | 25-1                | 2-6                   |                   |

## Segunda Fase
Los terceros y cuartos de cada grupo de la primera fase se repartieron entre los grupos 1 y 2 de la segunda (disputarán los puestos del noveno al decimosexto). Los primeros y segundos de los grupos de la primera fase ocuparon los grupos 3 y 4 de la 2ª fase (lucharán por los primeros puestos).

### Grupo 1
| Equipo  | Pts | PJ | PG | PE | PP | GF | GC | DG  |
| ------- | --- | -- | -- | -- | -- | -- | -- | --- |
| México  | 6   | 3  | 3  | 0  | 0  | 24 | 8  | +16 |
| Austria | 3   | 3  | 1  | 1  | 1  | 29 | 16 | +13 |
| Japón   | 3   | 3  | 1  | 1  | 1  | 15 | 13 | +2  |
| India   | 0   | 3  | 0  | 0  | 3  | 10 | 41 | -31 |

|         | Bandera de Japón | Bandera de la India | Bandera de México | Bandera de Austria |
| ------- | ---------------- | ------------------- | ----------------- | ------------------ |
| Japón   |                  |                     |                   |                    |
| India   | 4-8              |                     |                   |                    |
| México  | 4-2              | 14-1                |                   |                    |
| Austria | 5-5              | 19-5                | 5-6               |                    |

### Grupo 2
| Equipo    | Pts | PJ | PG | PE | PP | GF | GC | DG  |
| --------- | --- | -- | -- | -- | -- | -- | -- | --- |
| Sudáfrica | 4   | 3  | 3  | 0  | 0  | 61 | 7  | +54 |
| Canadá    | 4   | 3  | 2  | 0  | 1  | 43 | 12 | +31 |
| Israel    | 2   | 3  | 1  | 0  | 2  | 12 | 43 | -31 |
| Pakistán  | 0   | 3  | 0  | 0  | 3  | 5  | 59 | -54 |

|           | Bandera de Pakistán | Bandera de Sudáfrica | Bandera de Israel | Bandera de Canadá |
| --------- | ------------------- | -------------------- | ----------------- | ----------------- |
| Pakistán  |                     |                      |                   |                   |
| Sudáfrica | 32-1                |                      |                   |                   |
| Israel    | 7-3                 | 1-22                 |                   |                   |
| Canadá    | 20-1                | 5-7                  | 18-4              |                   |

### Grupo 3
| Equipo     | Pts | PJ | PG | PE | PP | GF | GC | DG  |
| ---------- | --- | -- | -- | -- | -- | -- | -- | --- |
| Francia    | 6   | 3  | 3  | 0  | 0  | 24 | 5  | +19 |
| Angola     | 4   | 3  | 2  | 0  | 1  | 17 | 9  | +8  |
| Macao      | 2   | 3  | 1  | 0  | 2  | 13 | 34 | -21 |
| Inglaterra | 0   | 3  | 0  | 0  | 3  | 5  | 11 | -6  |

|            | Bandera de Inglaterra | Bandera de Portugal | Bandera de Francia | Bandera de Angola |
| ---------- | --------------------- | ------------------- | ------------------ | ----------------- |
| Inglaterra |                       |                     |                    |                   |
| Macao      | 5-3                   |                     |                    |                   |
| Francia    | 5-2                   | 16-2                |                    |                   |
| Angola     | 1-0                   | 15-6                | 1-3                |                   |

### Grupo 4
| Equipo        | Pts | PJ | PG | PE | PP | GF | GC | DG  |
| ------------- | --- | -- | -- | -- | -- | -- | -- | --- |
| Andorra       | 6   | 3  | 3  | 0  | 0  | 19 | 10 | +9  |
| Mozambique    | 4   | 3  | 2  | 0  | 1  | 15 | 9  | +6  |
| Australia     | 2   | 3  | 1  | 0  | 2  | 13 | 16 | -3  |
| Nueva Zelanda | 0   | 3  | 0  | 0  | 3  | 5  | 17 | -12 |

|               | Bandera de Nueva Zelanda | Bandera de Mozambique | Bandera de Andorra | Bandera de Australia |
| ------------- | ------------------------ | --------------------- | ------------------ | -------------------- |
| Nueva Zelanda |                          |                       |                    |                      |
| Mozambique    | 4-2                      |                       |                    |                      |
| Andorra       | 6-0                      | 6-5                   |                    |                      |
| Australia     | 7-3                      | 1-6                   | 5-7                |                      |

## Tercera Fase
Para determinar los puestos definitivos se enfrentaron entre los cuartos de los grupos 1 y 2, los terceros de los grupos 1 y 2, los segundos de dichos grupos y los primeros de esos grupos entre ellos. De la misma manera con los grupos 3 y 4.
| Posición  | Partido       | Partido | Partido    | Resultado |
| --------- | ------------- | ------- | ---------- | --------- |
| 15º - 16º | Pakistán      | -       | India      | 2-17      |
| 13º - 14º | Israel        | -       | Japón      | 4-6       |
| 11º - 12º | Canadá        | -       | Austria    | 5-6       |
| 9º - 10º  | Sudáfrica     | -       | México     | 4-5       |
| 7º - 8º   | Nueva Zelanda | -       | Inglaterra | 5-6       |
| 5º - 6º   | Australia     | -       | Macao      | 5-11      |
| 3º - 4º   | Mozambique    | -       | Angola     | 1-2       |
| 1º - 2º   | Andorra       | -       | Francia    | 5-3       |

## Clasificación final
| 1. Andorra       |
| 2. Francia       |
| 3. Angola        |
| 4. Mozambique    |
| 5. Macao         |
| 6. Australia     |
| 7. Inglaterra    |
| 8. Nueva Zelanda |
| 9. México        |
| 10. Sudáfrica    |
| 11. Austria      |
| 12. Canadá       |
| 13. Japón        |
| 14. Israel       |
| 15. India        |
| 16. Pakistán     |